# Filosofia japonesa
La filosofia japonesa s'origina a partir del desenvolupament cultural del Japó, durant el procés religiós, històric i sapiencial, que va sorgir del pensament xinès, mantenint fins al període Heian, del qual s'inicia el pensament japonès i igual que el primer, es orienta els assumptes de saviesa pràctica.

## Religió, mitologia i filosofia
En el moment dels inicis de l'era japonesa (segles iii-iv), el caràcter de l'origen filosòfic es deriva de les creences animistes i xamàniques en el sorgiment del xintoisme, del qual amb el temps se sistematitzarà d'una manera doctrinal cap a la ritualització i els déus.
Amb l'arribada de la influència cultural xinesa i coreana (segle v), sorgeix a més l'estudi de la història japonesa, i el pensament filosòfic queda supeditat a la mitologia i a les creences xintoistes com ho demostra en els textos Kojiki ("Crònica de les coses antigues", 712) i de Nihon Shoki ("Crònica del Japó", 720) del qual ens marca un estatus d'història i política que marca el component literari japonès.
Per reforçar el poder imperial l'Emperador (Tenno) es fa explícit el fonament de la doctrina imperial, en el qual es donava el poder diví i el principi de l'estat. Amb l'arribada del confucionisme al Japó, es va reforçar aquesta creença gràcies als punts capitals que oferia com el predomini celestial sobre el terrenal, la pietat filial i les virtuts cardinals.
Pel que fa al taoisme va tenir poca atenció tot i que algunes de les seves característiques van ser assimilant amb el temps al xintoisme, a confucianisme i sobretot al budisme zen.
Va ser precisament amb el budisme, el que marcaria costat del xinto, la influència decisiva de la formació filosòfica japonesa, mantenint la seva correspondència entre les divinitats de les dues religions, predominant el corrent budista mahayana i la seva fusió amb la part tàntrica.